# Monoblepharis hypogyna
Monoblepharis hypogyna är en svampart som beskrevs av Perrott 1955. Monoblepharis hypogyna ingår i släktet Monoblepharis och familjen Monoblepharidaceae.   Inga underarter finns listade i Catalogue of Life.